# Mohonk Mountain House

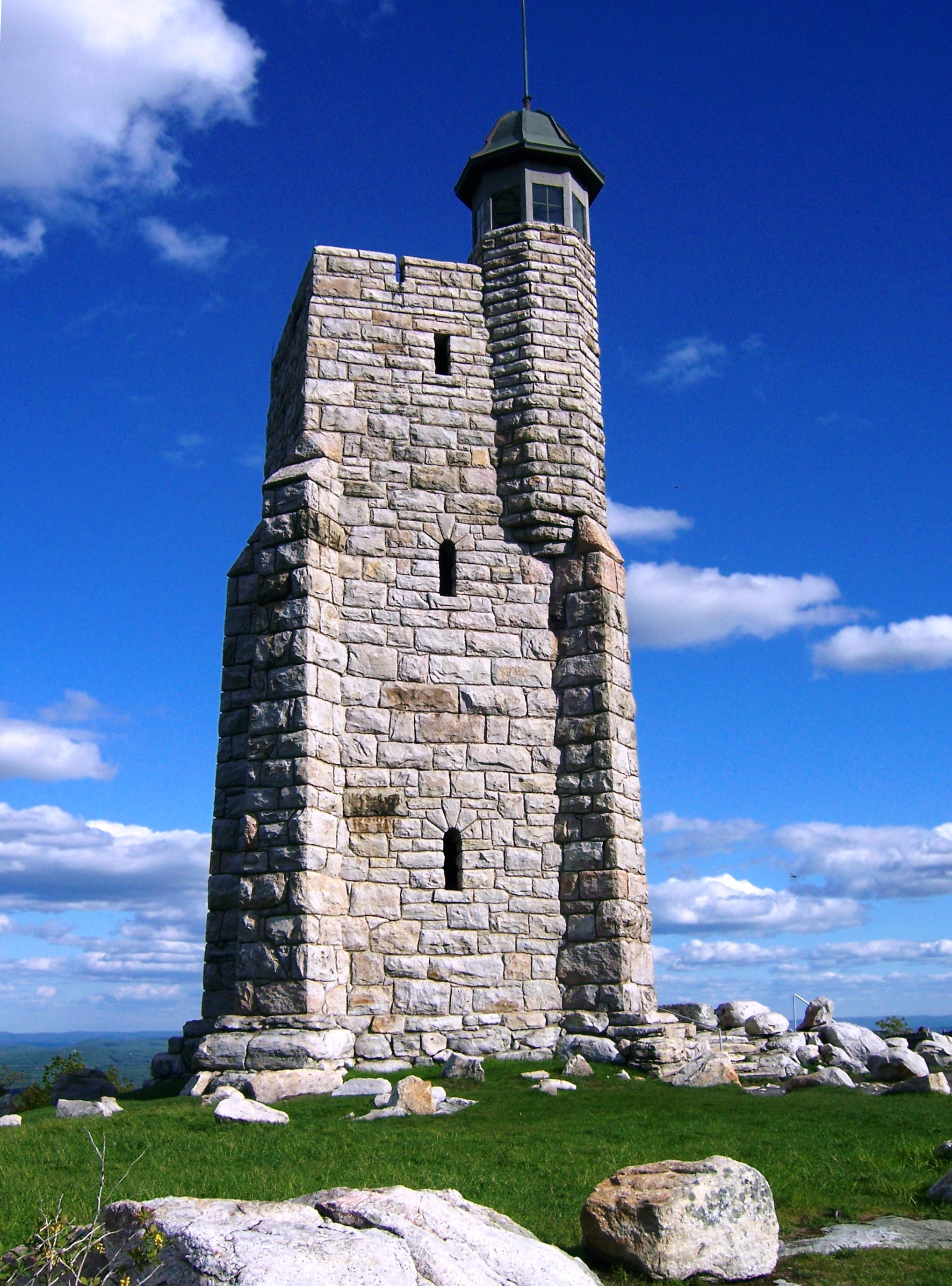
Aussichtsturm in der Nähe des Hotels zum Gedenken an Albert Keith Smiley

Mohonk Mountain House, auch bekannt als Lake Mohonk Mountain House, ist ein historisches Resort, das auf der Shawangunk Ridge in New Paltz im Ulster County, New York liegt. Zwei bedeutende politische Konferenzen haben hier stattgefunden. 1986 wurde die Anlage zu einer National Historic Landmark erklärt.

## Geschichte
Mohonk Mountain House steht am Ufer des 800 m langen Lake Mohonk. Die Brüder Albert Keith Smiley und Alfred Homans Smiley, beide Quäker, begannen in den 1870er Jahren mit dem Bau eines kleinen Resorts für die Familie und enge Freunde. Das 890 ha große Grundstück gehörte der Familie seit 1869. Aufgrund der starken Nachfrage und Beliebtheit wurde die Hotelanlage bis 1910 immer wieder erweitert und umfasst heute 266 Gästeräume. Die das Hotel umgebende Landschaft wurde mitgestaltet, wobei die Brüder Smiley Wert auf Naturschutz gelegt haben, so dass es zum Beispiel Lehrpfade für Geologie und Botanik gibt.
Von 1883 bis 1916 fanden auf Initiative von Albert Keith Smiley jährlich Konferenzen zur Verbesserung der Lebensumstände der nordamerikanischen Indianer im Mohonk Mountain House statt. An diesen Tagungen nahmen Vertreter des Bureau of Indian Affairs, Indianerführer sowie Abgeordnete entsprechender Ausschüsse von Senat und Repräsentantenhaus teil. Die Protokolle der 34 Konferenzen stehen in der Bibliothek des Haverford College zu Forschungszwecken zur Verfügung. Eine weitere regelmäßige Konferenz war von 1895 bis 1916 die Lake Mohonk Conference on International Arbitration, welche mit ursächlich war für die Einrichtung des Ständigen Schiedshofs. Die Dokumente dieser Tagungen wurden von der Familie Smiley dem Swarthmore College gestiftet.
Am 16. Juli 1973 wurde Mohonk Mountain House in das National Register of Historic Places aufgenommen und am 24. Juni 1986 zu einem National Historic Landmark erklärt.